# Снэддон, Билли
Би́лли Снэ́ддон (англ. Billy Snaddon, род. 7 июля 1969 года) — шотландский бывший профессиональный игрок в снукер.

## Карьера
Стал профессионалом в 1991 году. В 1999 году вышел в первый и единственный финал рейтингового турнира China International, где проиграл Джону Хиггинсу со счётом 3:9. На пути к этому финалу Снэддон обыграл лучших снукеристов того времени, таких как Ронни О'Салливан, Джеймс Уоттана, Стивен Ли и Стивен Хендри. Кроме этого достижения он лишь однажды был полуфиналистом (Irish Open). Билли пять раз выходил в финальную стадию чемпионатов мира, но ни разу не достигал даже 1/8 финала. Лучший рейтинг шотландца — 26-й — был в сезоне 2000/01 гг. Всего в Топ-32 он провёл 5 сезонов.
После 2000 года карьера Снэддона пошла на спад, и он покинул профессиональный снукер в 2004-м.